# Obereopsis holoflavipennis
Obereopsis holoflavipennis är en skalbaggsart som beskrevs av Stefan von Breuning 1953. Obereopsis holoflavipennis ingår i släktet Obereopsis och familjen långhorningar.
Artens utbredningsområde är Rwanda. Inga underarter finns listade i Catalogue of Life.